# العلاقات الكندية النيجيرية
العلاقات الكندية النيجيرية هي العلاقات الثنائية التي تجمع بين كندا ونيجيريا.

## مقارنة بين البلدين
هذه مقارنة عامة ومرجعية للدولتين:
| وجه المقارنة                                              | كندا                     | نيجيريا                     |
| --------------------------------------------------------- | ------------------------ | --------------------------- |
| المساحة (كم2)                                             | 9.98 مليون               | 923.77 ألف                  |
| عدد السكان (نسمة)                                         | 35.70 مليون              | 190.89 مليون                |
| الكثافة السكانية (ن./كم²)                                 | 3.58                     | 206.64                      |
| العاصمة                                                   | أوتاوا                   | أبوجا، لاغوس                |
| اللغة الرسمية                                             | لغة إنجليزية، لغة فرنسية | لغة إنجليزية، اللغة اليوربا |
| العملة                                                    | دولار كندي               | نيرة نيجيرية                |
| الناتج المحلي الإجمالي (بليون دولار)                      | 1.65 تريليون             | 375.77 مليار                |
| الناتج المحلي الإجمالي (تعادل القوة الشرائية) بليون دولار | 1.59 تريليون             | 1.09 تريليون                |
| الناتج المحلي الإجمالي الاسمي للفرد دولار أمريكي          | 43.25 ألف                | 2.64 ألف                    |
| الناتج المحلي الإجمالي للفرد دولار أمريكي                 | 45.07 ألف                | 5.91 ألف                    |
| مؤشر التنمية البشرية                                      | 0.913                    | 0.514                       |
| رمز المكالمات الدولي                                      | +1                       | +234                        |
| رمز الإنترنت                                              | .ca                      | .ng                         |
| المنطقة الزمنية                                           |                          | ت ع م+01:00                 |

## منظمات دولية مشتركة
يشترك البلدان في عضوية مجموعة من المنظمات الدولية، منها:
| علم المنظمة | اسم المنظمة                               | تاريخ انضمام كندا | تاريخ انضمام نيجيريا |
| ----------- | ----------------------------------------- | ----------------- | -------------------- |
|             | البنك الإفريقي للتنمية                    | ?                 | ?                    |
|             | المنظمة الهيدروغرافية الدولية             | ?                 | ?                    |
|             | منظمة الشرطة الجنائية الدولية             | ?                 | ?                    |
|             | الاتحاد البريدي العالمي                   | ?                 | ?                    |
|             | منظمة التجارة العالمية                    | ?                 | ?                    |
|             | الفريق المعني برصد الأرض                  | ?                 | ?                    |
|             | مؤسسة التنمية الدولية                     | 24 سبتمبر 1960    | 14 نوفمبر 1961       |
|             | مؤسسة التمويل الدولية                     | 20 يوليو 1956     | 30 مارس 1961         |
|             | منظمة حظر الأسلحة الكيميائية              | ?                 | ?                    |
|             | الأمم المتحدة                             | 9 نوفمبر 1945     | 7 أكتوبر 1960        |
|             | الاتحاد الدولي للاتصالات                  | 1 يوليو 1908      | 11 أبريل 1961        |
|             | البنك الدولي للإنشاء والتعمير             | 27 ديسمبر 1945    | 30 مارس 1961         |
|             | المركز الدولي لتسوية المنازعات الاستشارية | 1 ديسمبر 2013     | 14 أكتوبر 1966       |
|             | وكالة ضمان الاستثمار متعدد الأطراف        | 12 أبريل 1988     | 12 أبريل 1988        |
|             | يونسكو                                    | 4 نوفمبر 1946     | 14 نوفمبر 1960       |
|             | دول الكومنولث                             | ?                 | ?                    |

## أعلام
هذه قائمة لبعض الشخصيات التي تربطها علاقات بالبلدين:
- أولو أشاولو (لاعب كرة سلة نيجيري، 18 أبريل 1988 – )
- أولو فاموتيمي (لاعب كرة سلة كندي، 21 فبراير 1984 – )
- أيو أكينولا (لاعب كرة قدم من الولايات المتحدة، 20 يناير 2000[20] – )
- إينوكا أوكوما (ممثلة كندية، 20 سبتمبر 1976[21] – )
- توماس بيترز (سياسي نيجيري، 25 يونيو 1738 – 1792)
- تيشو أكينديلي (لاعب كرة قدم كندي، 31 مارس 1992[22] – )
- دايو أدي (1972 – )
- فيكايو توموري (لاعب كرة قدم كندي، 22 سبتمبر 1997 – )
- كندرا كلارك (منافِسة أوليمبية كندية، 16 نوفمبر 1996 – )
- ملفين إجيم (لاعب كرة سلة كندي، 4 مارس 1991 – )
- ناتالي أشونوا (لاعبة كرة سلة كندية، 22 نوفمبر 1992 – )
- وليام نجوكو (لاعب كرة سلة كندي، 5 مارس 1972 – )

## وصلات خارجية
- موقع وزارة الخارجية الكندية
- موقع وزارة الخارجية النيجيرية